# سیارک ۶۲۲۶
سیارک ۶۲۲۶ (به انگلیسی: 6226 Paulwarren، نامگذاری:1981EY18) شش هزار و دویست و بیست و ششمین سیارک کشف شده‌است که در ۲ مارس ۱۹۸۱ کشف شد.
قدر مطلق سیارک برابر ۱۴.۸ است.